# Neophora frontalis
Neophora frontalis är en tvåvingeart som beskrevs av Borgmeier 1958. Neophora frontalis ingår i släktet Neophora och familjen puckelflugor. Inga underarter finns listade i Catalogue of Life.